# طاعون دملي
الطاعون الدبلي أو الطاعون الدبيلي أو الطاعون الدُمّلي أو الطاعون العقدي أو الطاعون النزفي (بالإنجليزية: Bubonic plague)‏ هو مرض حيواني المنشأ ينتشر أساسًا بين القوارض الصغيرة والبراغيث التي تحملها. هو واحد من ثلاثة أنواع من الالتهابات التي يسببها طاعون يرسينيا (المعروف سابقًا باسم طاعون الباستوريلا) والذي ينتمي إلى عائلة الأمعائيات.
يؤدي الطاعون الدبلي دون علاج إلى موت ثلثي المصابين خلال أربعة أيام من الإصابة به. في عام 2013 سجلت 750 حالة إصابة بالطاعون الدبلي، وأدى ذلك إلى موت 126 من المصابين به.
المصطلح الطاعون الدبلي مشتق من الكلمة الإغريقية βουβών والتي تعني «الأربية». حيث أن الغدد اللمفاوية المنتفخة تظهر غالباً تحت إبطين وفي أربية الشخص المصاب بالطاعون الدبلي. وغالباً ما تم استخدام مصطلح الطاعون الدبلي كمرادف إلى الطاعون، ولكن يُقصد بالطاعون الدبلي ذلك الذي يصيب المريض من خلال دخول الطفيليات المسببة له من خلال الجلد وانتقالها عبر الأوعية اللمفية، كما هو الملاحظ في الالتهابات التي تسببها البراغيث.
يعتقد أن الطاعون الدبلي مع طاعون إنتان الدم، والطاعون الرئوي، (والذين هما النوعان الآخران اللذان يسببهما طاعون يرسينيا) هم السبب وراء الموت الأسود الذي اجتاح أوروبا في القرن الرابع عشر وسبب وفاة 50 مليون شخص تقريباً، أو 25%-60% من سكان أوروبا. في منطقة البحر المتوسط، بدى أن الطاعون الدبلي كان يظهر في فصول الصيف. أما في شمال القارة الأوروبية، فكان الطاعون أغلب الظهور في فصل الخريف. ولأن الوباء تسبب في وفاة الكثير من الطبقة العاملة، ارتفعت قيمة الأجور بسبب الازدياد على طلب الأيدي العاملة. رأى بعض المؤرخين أن ذلك كان بمثابة نقطة التحول في تطور الاقتصاد الأوروبي.

## العلامات والأعراض

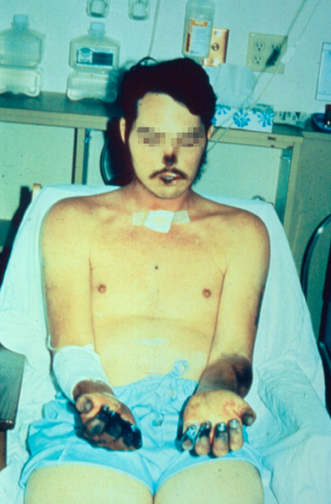
نخر طرفي في الأنف، الشفتان, الأصابع و بقايا كدمات على باطن اليدين في مريض يتعالج من الطاعون الدبلي الذي انتشر إلى الرئتان و الدم. كان جسد المريض مغطى بالكدمات. تم إعادة طبعه من كتب الطب العسكري.

أكثر الأعراض انتشاراً هو التهاب الغدد اللمفية المعروف بالأدبال، والتي تصبح تورمات مؤلمة. بعد أن ينتقل الطاعون بلدغة برغوث مصاب، بكتيريا طاعون اليرسينيا يتموضع في الغدد اللمفية حيث يبدأ في إقامة مستعمرات والتكاثر. الأدبال المرتبطة مع الطاعون الدبلي عادةً ما توجد في مناطق تحت الإبطين وفي أعلى الفخذ والأربية والرقبة. كما يسبب غرغرينا في أطراف الجسم. (مثال: أصابع اليدين والقدمين الشفاة والأنف.)
بسبب انتقاله بلسعة البراغيث، الطاعون الدبلي عادةً ما يكون أول مرض من سلسلة أمراض متدرجة. إن أعراض الطاعون الدبلي تظهر بشكل مفاجئ، عادةً ما بين 2-5 أيام بعد الإصابة بالبكتيريا المسسببة له. بعض الأعراض تشمل:
- الغرغرينا في الأطراف والتي تشمل أصابع اليدين والقدمين، الشفاة وقمة الأنف.[12]
- قشعريرة.
- الشعور بسوء الصحة بشكل عام.
- درجة حرارة عالية. (102,C,39 | F)
- تشنجات عضلية.[13]
- نوبات مرضية.
- غدد لمفية متورمة على شكل أدبال ملساء، عادةً ما يتواجد على أعلى الفخذ ولكن يمكن أن يتواجد على الرقبة وتحت الإبطين، وعادةً ما يكون في مكان الإصابة بالعدوى الأولي. (خدش أو لسعة).
- من الممكن الشعور بالألم في المنطقة قبل تورمها.
- لون الجلد قد يتغير في بعض الحالات إلى الوردي.

بعض الأعراض الأخرى تتضمن التنفس الثقيل (الصعب)، قيء الدم، آلام في الأطراف، السعال، الإرهاق الشديد، مشاكل في الجهاز الهضمي، وجود نقاط سوداء في مختلف مناطق الجسم، هذيان، غيبوبة والآلام الشديدة. الألم عادةً ما يكون نتيجة انحلال وتحلل أنسجة الجلد بينما الشخص لا يزال حياً.
النوعان الآخران من الطاعون الذي يسببه بكتيريا يرسينيا هما الطاعون الرئوي وطاعون إنتان الدم. الطاعون الرئوي يختلف عن الدبلي وطاعون إنتان الدم في أنه يشمل نوبات سعال، وبذلك يكون شديد العدوى حيث يمكنه الانتقال من شخص إلى آخر.

## المسببات

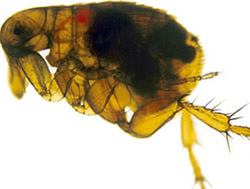
برغوث الجرذان الشرقية مصاب ببكتيريا اليسيرينا و التي تظهر على شكل كتلة سوداء في معدته. الجزء الأمامي من معدة هذا البرغوث مسدودة لوجود Y. Pestis Biofilm. عند محاولة هذا البرغوث التغذية على كائن غير حامل للمرض, يتقيّأ البرغوث الY. Pestis الموجود في الجزء الأمامي من معدته, فيدخل إلى الجرح الذي سبّبه البرغوث للكائن, مما يؤدي إلى إصابته بالطاعون.

الطاعون الدبلي هو إلتهاب في الجهاز اللمفي، وعادةً يكون نتيجة لدغة من برغوث مصاب (برغوث الجرذان Xenopsylla cheopis). في حالات نادرة جداً، كما في طاعون إنتان الدم، فإن المرض يمكن أن ينتقل بالاحتكاك المباشر بنسيج مصاب بالعدوى أو من خلال التعرض لسعال شخص آخر مصاب. البراغيث عادةً ما توجد على القوارض مثل الفئران والجرذان، وتقوم بالبحث على فريسة أخرى عندما يموت القارض الذي كان يستضيفهم. البكتيريا تبدأ حياتها غير مؤذية، وتعيش في أمعاء الثديات. القدرة على الانتشار والتكاثر تعتمد فقط على قدرتها على التنقل من حيوان ثديي مستضيف لها إلى آخر. إن البكتيريا تبقى غير مضرة للبرغوث، وبذلك تسمح للحيوان المستضيف الجديد بنشر البكتيريا. البكتيريا تتجمع في معدة البرغوث المُصاب، (حيث أن البرغوث يتغذّى على الدم) وبذلك يتقيأ الدم المهضوم (الذي يكون دم مصاب) في موضع اللدغة في جلد القارض أو الإنسان. حالما يحدث ذلك، تبدأ البكتيريا في الانتشار السريع إلى الغدد اللمفية وتبدأ بالتكاثر والتضاعف بشكل سريع.
بكتيريا اليرسينيا يمكنها مقاومة البلعمة، كما يمكنها التكاثر داخل خلايا البلعمة وبالتالي قتلها. عندما يتقدم المرض، فإن العقد والغدد اللمفاوية يمكن أن تبدأ بالنزف والانتفاخ ومن ثم الموت. الطاعون الدبلي يمكنه أن يتقدم إلى طاعون إنتان الدم القاتل في بعض الحالات. الطاعون معروف أيضاً بالإنتشار إلى الرئة وبالتالي يتحول إلى المرض المعروف بالطاعون الرئوي. ذلك النوع من الطاعون لديه قدرة عالية على الانتشار حيث أن البكتيريا تنتشر عند السعال أو العطس.

## التشخيص
إن الاختبارات المختبرية مطلوبة للتشخيص والتأكيد على الإصابة بالطاعون الدبلي. عادةً ما يتم التشخيص عن طريق التعرف على البكتيريا المسببة للمرض ووجودها في عينة زراعية مأخوذة من عينة المريض. ويتم التأكيد على الإصابة من خلال فحص عينة من مصل الدم والتي تؤخذ في المراحل المتقدمة والمتأخرة من الإصابة بالبكتيريا. وقد تم تطوير غمائس للفحص السريع للأشخاص الذين يعتقد أنهم مصابون حيث أنها تستخدم لاختبار وجود المولدات المضادة لبكتيريا اليريسنا، وقد طورت تلك الطريقة لإستعمالها في العمل الميداني.

## العلاج
هنالك العديد من أصناف المضادات الحيوية الفعالة لمعالجة الطاعون الدبلي. ويندرج من ضمنها أمينوغليكوزيد (Aminoglycosides) مثل الستريبتوميسين (Streptomycin) والجنتاميسين (gentamicin)، التتراسيكلين (Tetracycline) وبالأخص (دوكسي سايكلين Doxycycline)، وال (Fluoroquinolone ciprofloxacin). نسبة الوفيات المرتبطة مع الحالات المعالجة من مرض الطاعون الدبلي هي حوالي 1-15% بالنسبة إلى الحالات الغير معالجة والتي يكون معدل الوفيات فيها حوالي 40-60%.
إن الأشخاص المحتمل إصابتهم بالطاعون يحتاجون العناية الفورية، حيث أن المضادات الحيوية يجب أن تعطى خلال 24 ساعة من بدء الأعراض لمنع الوفاة. بعض العلاجات الأخرى تتضمن الأكسجين، السوائل الوريدية، والدعم التنفسي. الأشخاص الذين كانوا على اتصال مع أي شخص مصاب بالطاعون الرئوي يُعطى مضادات حيوية اتِّقائِيّة (prophylactic). باستخدام المضادات الحيوية كالستريبتوميسين على نطاق واسع، أثبت نجاحه في علاج الطاعون الدبلي خلال 12 ساعة من الإصابة.

## تاريخ المرض

### الوباء الأول
إن أول وباء مسجل أصاب الإمبراطورية الرومانية الشرقية (الإمبراطورية البيزنطية) وقد سمي طاعون جستنيان تيمناً بالإمبراطور جستنيان الأول الذي أصابه المرض وشفي منه من خلال علاجات مكثفة. الوباء قد حصد حياة ما يقارب 25 مليون شخص (وباء القرن السادس) إلى 50 مليون شخص (تكرر ظهوره خلال قرنين). المؤرخ بروكوبيوس (Procopius) كتب في «المجلد II في تواريخ الحروب» عن مواجهاته الشخصية مع الطاعون وتأثيره على الإمبراطورية الصاعدة. في ربيع عام 542 م، وصل الطاعون إلى القسطنطينية وأخذ ينتشر من مرفأ مدينة إلى آخر حتى انتشر في المناطق حول البحر المتوسط، مهاجراً بعدها إلى المناطق الشرقية (آسيا الصغرى) والمناطق الغربية (اليونان وإيطاليا). ولإن المرض أخذ بالانتشار براً بانتقال البضائع بسبب جهود جستنيان في الحصول على البضائع الفارهة في ذلك الوقت وتصدير أخرى، أصبحت عاصمته المصدر الأكبر للطاعون الدبلي. قد صرّح بروكوبيوس في عمله «التاريخ السري» بأن جستنيان كان إمبراطور شيطاني، حيث أنه إما اخترع المرض بنفسه أو كان الطاعون عقاباً من الله بسبب ذنوبه.

### الوباء الثاني

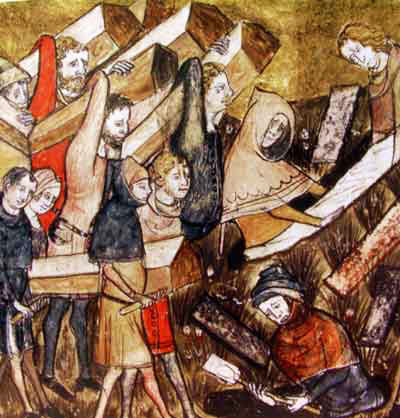
مواطنون من تورناي يقومون بدفن ضحايا الطاعون الدبلي. هذه صورة مصغرة للوحة The Chronicles للرسام لغيلز لي مويسس.

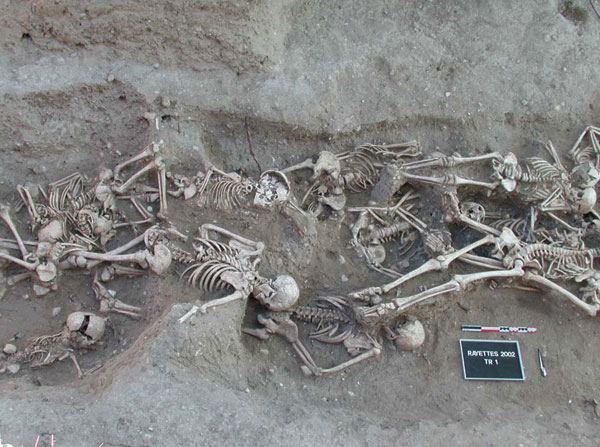
مقبرة جماعية لضحايا الطاعون الدبلي في 1720-1721م في فرنسا.

في نهاية العصور الوسطى (1340-1400) مرت أوروبا بأفتك وباء طاعون مسجل في تاريخ البشرية «الموت الأسود»، والذي كان وباء طاعون دبلي واسع الانتشار، حيث أنه بدأ في عام 1347 وحصد أرواح ثلث سكان أوروبا. ويعتقد أن ذلك أدى إلى جعل المجتمع أكثر عنفاً بسبب تزايد نسبة الوفيات، والتي أرخصت قيمة الحياة البشرية وبالتالي عملت على ازدياد الحروب والجرائم، والثورات الشعبية وما تبعها من موجات جلد وتعذيب ومحاكمات واضطهاد. إن الموت الأسود نشأ في الصين أو بالقرب منها، ثم انتقل إلى إيطاليا وبعد ذلك إلى باقي أنحاء أوروبا. المؤرخان العربيان ابن الوردني والمرقرزي اعتقدا أن الموت الأسود قد نشأ في منغوليا، وقد تم إثبات ذلك استناداً إلى وثائق صينية أظهرت وجود وباء متفشي حينها في منغوليا في بدايات 1330م. وقد تم نشر بحث في عام 2002 والذي اقترح أن الوباء قد بدأ في صيف عام 1346م في منطقة (سهبية؟ the steppe region)، حيثما احتياطي من مسببات الطاعون تمتد من الشمال الغربي لشاطئ بحر قزوين إلى جنوب روسيا. المنغوليين قد قطعوا طريق التجارة «طريق الحرير» بين الصين وأوروبا والذي أدى إلى إيقاف انتشار الموت الأسود من شرق روسيا إلى غرب أوروبا. بدأ الوباء نتيجة إلى هجمة شنها المنغوليون على آخر محطة إيطالية لتبادل بضائع تجارية في المنطقة، والتي كانت «كافا» في «القرم». في خريف عام 1346م، انتشر الوباء بين الأشخاض المحاصرين ومن ثم انتقل إلى القرية. وفي الربيع التالي، فرَّ التجار الإيطاليين إلى سفنهم غير عالمين أنهم كانوا حاملين للموت الأسود. مبدئياً انتشر الطاعون بالأشخاص القريبين من البحر الأسود (بسبب القوارض والجرذان)، ومن ثم انتشر إلى شتى أنحاء أوروبا نتيجة هروب السكان من منطقة إلى أخرى في محاولاتهم للابتعاد عن الطاعون.
كان هناك الكثير من المعتقدات الطبية العرقية لتجنب الإصابة بالموت الأسود. المعتقد الأكثر شهرة كان أنه بالمشي بالزهور حول أو في أنوفهم وعدم استنشاق الروائح النتنة يمنع «الشر الذي يصيبهم بسبب تكل الروائح». اعتقد الناس أن الطاعون كان عقاباً من الله، وأن الطريقة الوحيدة للتخلص منه هو رضى الله ومغفرته لهم. حيث أن معتقد آخر كان حفر رمز الصليب على أبواب المنازل مع عبارة «رب ارحمنا».
في بستويا بإيطاليا أقرّوا تشريعات وقوانين في المدينة وعلى المواطنين لإبقائها من خطر الإصابة بالموت الأسود. ابتدأت القوانين بمنع زيارة أي من المناطق المصابة بالطاعون وعدم إدخال من يذهب إليها إلى المدينة مرة أخرى، وعدم استيراد الكتان والصوف من مناطق أخرى وعدم دفن الموتى في المدينة. ولكن مع الرغم من القوانين الصارمة، فإن المدينة أصابتها العدوى. الأشخاص الذين لم يصابوا بالطاعون كونوا جماعات وابتعدوا عن المصابين، وكانوا يأكلون كميات محدودة من الطعام والشراب، لم يكن مسموحاً لهم الكلام مع الأشخاص الآخرين لأن ذلك كان يزيد من خطر الإصابة بالمرض.
حينما كانت أوروبا تمر بمعاناة هائلة بسبب المرض، كان باقي العالم أفضل حالاً بكثير. في الهند، ارتفع عدد السكان من 91 مليون نسمة في 1300م إلى 97 مليون نسمة في 1400م وإلى 105 مليون نسمة في 1500م. وبقي جنوب الصحراء الكبرى غير متأثر بالطاعون بشكل عام.
وتميزت القرون التالية بتفشيات إقليمية محلية بشدة أقل. طاعون ميلان العظيم (1629-1631)، طاعون سيفيل العظيم (1647)، طاعون لندن العظيم (1665-1666)، طاعون فيينّا العظيم (1679)، طاعون البلطيق العظيم (1708-1712) وطاعون مرسيل العظيم (1720) كانوا أقوى تفشيات الطاعون الدبلي في أوروبا.

### العلاج التقليدي
إعتقد أطباء القرون الوسطى أن الطاعون تكوّن بسبب الهواء الفاسد بسبب رطوبة الجو وتحلل الجثث غير المدفونة والأبخرة التي تنتج بسبب سوء الصرف الصحي. كان العلاج الموصى به حمية غذائية جيدة، الراحة، والانتقال إلى منطقة غير موبوئة لكي يتمكّن الشخص من الحصول على الهواء النقي. هذا قد ساعد، ولكن ليس للأسباب التي اعتقدها الأطباء في تلك الفترة. في الواقع، لأنهم أوصوا بالابتعاد عن الأماكن غير النظيفة، كان الناس يبتعدون أيضاً عن القوارض الحاملة للبراغيث المسببة للمرض. ومع ذلك، كان ذلك سبباً لانتقال الطاعون لأماكن لم تكن مصابة به.

### الوباء الثالث

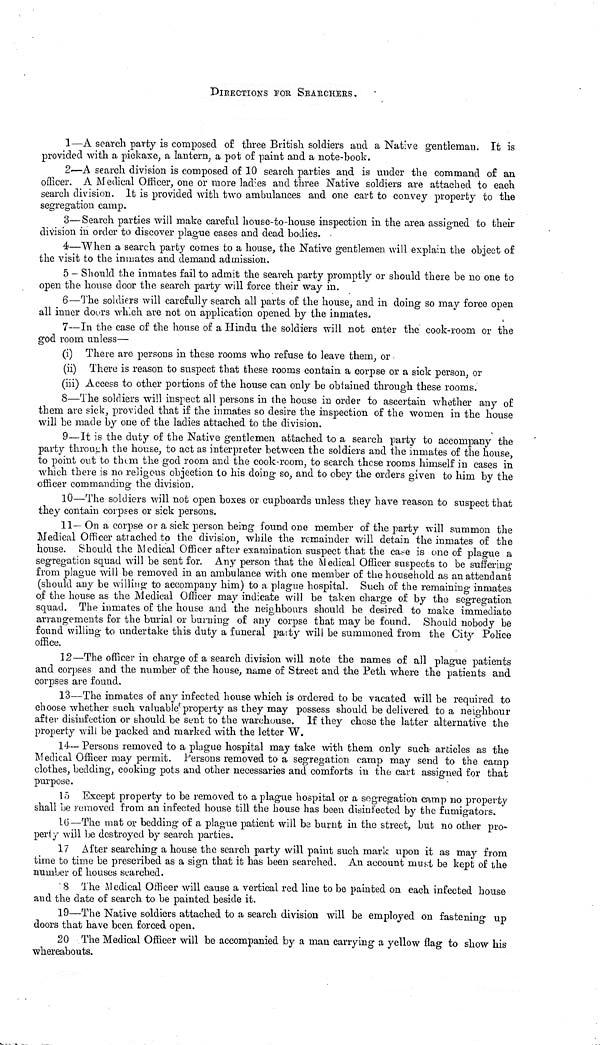
.إرشادات للباحثين, في بونا (بون الآن), طاعون عام 1897م.

الطاعون عاد للظهور للمرة الثالثة في منتصف القرن التاسع عشر. وكما في الوبائين السابقين، نشأ الوباء الثالث في شرق آسيا. بداية الوباء كان في الصين، وبالتحديد في مقاطعة يونّان في عام 1855م. بقي الطاعون في شمال غرب الصين لعدة سنوات قبل أن ينتشر. في مدينة كانتون بداية مارس عام 1894م، قتل المرض 60,000 شخص في أسابيع معدودة. حركة المرور المائية اليومية في مدينة هونغ كونغ المجاورة أدت إلى نشر الطاعون بشكل سريع جداً مما أدى إلى موت أكثر من 100,000 شخص في غضون شهرين.
من الصين، انتشر الطاعون إلى شبه القارة الهندية في عام 1896م. على مدى 30 سنة، حصد الطاعون الدبلي حياة 12.5 مليون شخص. كانت بدايات الطاعون في المدن القريبة من الموانئ، ابتداءا من بومباي (الآن مومباي)، وظهر لاحقاً في بونا (الآن بون)، كولكاتا، وكراتشي (الآن في باكستان). بحلول عام 1899م، انتشر الوباء إلى مجتمعات أصغر والمناطق الريفية في شتى مناطق الهند. بشكل عام، أثر وباء الطاعون كان الأعظم في غرب وشمال الهند – في المناطق التي تم تسميتها لاحقاً ببومباي، بنجاب، والمناطق المتحدة – بينما شرق وجنوب الهند لم يتأثرا بتلك الشدة. في النهاية، أكثر من 12 مليون شخص ماتوا في الهند (بما في ذلك باكستان وبنغلاديش) والصين بسبب الطاعون الدبلي.
في عام 1899م وصل الطاعون إلى جزر هاواي. أول دليل على المرض وجد في مدينة هونولولو الصينية على جزيرة أواهوو. التي كانت تقع بالقرب من أرصفة الجزيرة البحرية، والجرذان من السفن التجارة الصينية كانت تتمكن من النزول إلى أراضي هاواي دون أن يراها أحد. كلما شقّت الجرذان طريقها إلى وسط المدينة، بدأت الأعراض المرضية تظهر على الناس. في 12 ديسمبر 1899، تم تأكيد أول إصابة بالمرض. حينها، فكر مجلس الصحة بطرق لإيقاف المرض من الانتشار أكثر. كان حلّهم حرق أي مبنى في المدينة الصينية كانوا يشكون أنه يحتوي على مسببات للمرض. في 31 ديسمبر 1899، تم إشعال أول حريق. كانوا في البداية خططوا أن يتم حرق عدة مباني فقط، واعتقدوا أن بإمكانهم التحكم في نيران الحريق، ولكنهم فقدوا السيطرة على الحريق، فاحترقت المباني المجاورة. نتيجة لذلك، تم تدمير الكثير من المنازل في المدينة الصينية و 4,000 شخص تقريباً تركوا بلا منازل.

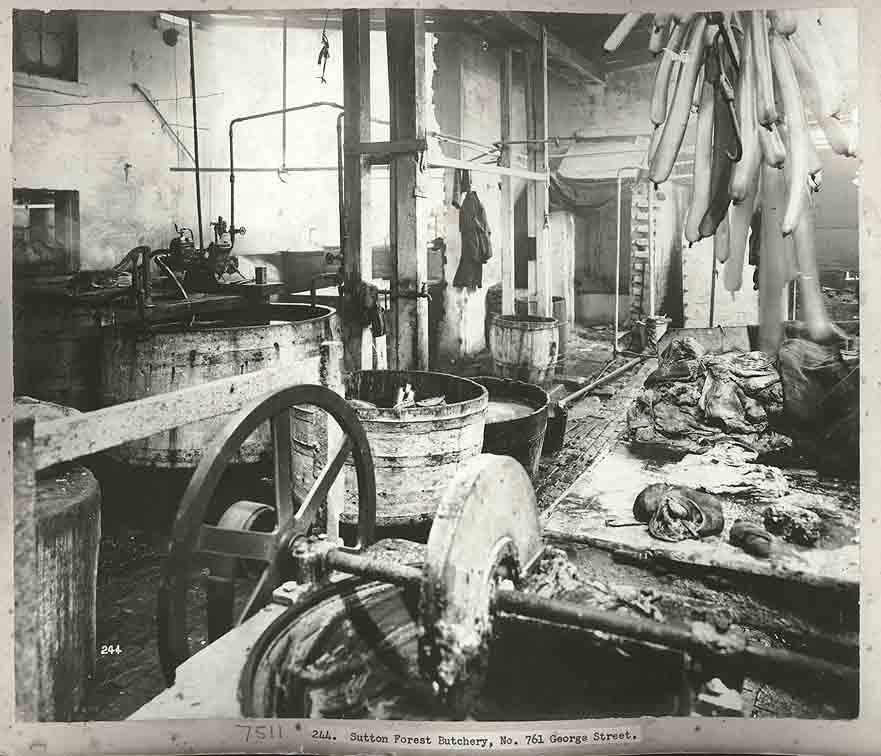
واحدة من مجموعة من الصور التي تبين حال بعض البيوت و الأحياء الفقيرة في سيدني بإستراليا وقت انتشار الطاعون عام 1900م, و تبين عمليات التنظيف و التعقيم التي تبعت انتشار المرض.

عانت إستراليا من 12 انتشار للوباء بين 1900م و 1925م بسبب الإستيراد وشحن البضائع. أسهم بحث قام به ضباط طبيين أستراليين (ثومبسن، آرمسترونغ وتيدسويل) إلى فهم كيفية انتقال بكتيريا اليرسينيا إلى البشر من خلال البراغيث على الجرذان المصابة.
نسبة عن منظمة الصحة العالمية، أُعتبر الوباء فعّال لغاية 1959م حين قل عدد الخسائر البشرية إلى 200 شخص في السنة. في عام 1994م، إنتشر الوباء مرة أخرى في خمس ولايات هندية وسبب حوالي 700 إصابة بالعدوى (تضمن 52 حالة وفاة) وتسبب في هجرة الكثير من الأشخاص في الهند لمحاولة تفادي الطاعون.

## الحرب البيولوجية
كانت أول حالات الحرب البيولوجية نتيجة الطاعون الدبلي، حيث ذكر أن جيوش القرن الرابع عشر كانت تقذف جثث المصابين فوق أسوار مدن الأعداء وقراهم لنشر المرض.
لاحقاً، استعمل الطاعون خلال حرب الشينو-يابانية الثانية كسلاح بكتيري من قبل الجيش الياباني الإمبراطوري. وتوفرت تلك الأسلحة من قبل وحدات شيروإيشي (Shiro Ishii) وجربت على البشر قبل إستخدامها في ساحة الحرب. مثلاً، في عام 1940م، قصفت القوات الجوية التابعة للجيش الياباني الإمبراطوري ننغبو (Ningbo) ببراغيث مصابة بالطاعون الدبلي. وخلال محاكمات جرائم حرب خاباروفسك (Khabarovsk)، شهد المتهمون كاللواء كياشي كاواشيما (Kiyashi Kawashima) بأنه في عام 1940م قام 40 عضو من الوحدة 731 التي أجرت إسقاط جوي لبراغيث مصابة على شانغدي (Changde). وهذه العمليات تسببت بأوبئة طاعون.